# NHK・民放連共同ラジオキャンペーン
NHK・民放連共同ラジオキャンペーン（エヌエイチケイ・みんぽうれんきょうどうラジオキャンペーン）は、2011年度より日本放送協会（NHK）と日本民間放送連盟（民放連）加盟のラジオ局が垣根を越えて行うラジオの周知を目的に行うキャンペーンである。

## 概要
コンセプトに「今後の音声メディアの将来に関する共同作業」の一環として行なう「若者を中心としたラジオの端末普及を含むキャンペーン」とあるように、現在では存在すら知らないと言われる若年層にラジオの楽しさや面白さを知ってもらうイベントをと計画され、毎年、キャンペーンを行う地域を変えて展開している（後述）。
このキャンペーン以前から行われている文化放送の「浜松町ハーベストフェスタ 浜祭」やニッポン放送の「ニッポン放送 THEラジオパーク in 日比谷」は各局ごとで行う「リスナー感謝イベント」であり趣が異なる。
また企画に「ラジオがやってくる!」があるが、これは民放連が「民放ラジオ統一キャンペーン」として行うものであり、さらに各局毎にコンセプトは同じでも中身が違うのでこれもまた趣が異なる。

## 第1回『はじめまして、ラジオです。IN 渋谷』

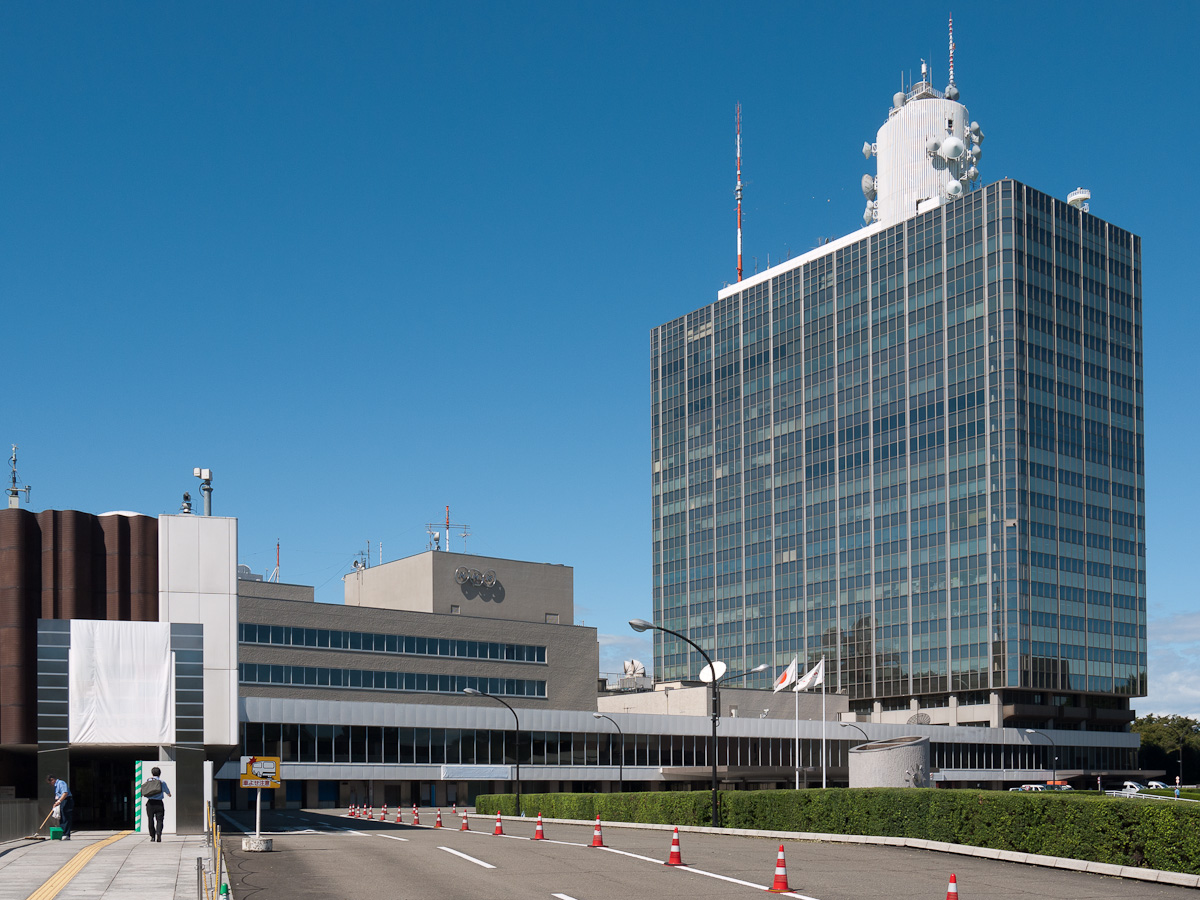
メイン会場のNHK放送センター（東京・渋谷、2011年9月撮影）

こちらは東京地区で行われたイベントで、2011年10月2日、NHK放送センター（東京）と、在京ラジオ局5局が共同で行った。
最初は2011年5月15日の予定だったが、東日本大震災後の混乱や余波もあり延期されていた。東京・渋谷のNHK放送センター特設ステージを中心にイベントを展開した。
在京ラジオ局の共同キャンペーンは、阪神・淡路大震災（1995年）以降に結成された『ラジオ災害情報交差点』がある。毎年1月17日（東日本大震災以降は3月11日）と9月1日に6局同時ネットの番組を放送していた。一方で、各番組同士の乗り入れを行うことも多々ある（なぜかその場合後述の吉田が軸になっていた）こともあって各局同士で行うことは少なくはない。

### 参加局とキャンペーンパーソナリティ
- NHK（東京） - 青井実（『渋マガZ』パーソナリティ）
- TBSラジオ - 小島慶子（『小島慶子 キラ☆キラ』パーソナリティ）
- 文化放送 - K太郎（『レコメン!』パーソナリティ）
- ニッポン放送 - 吉田尚記（『ミュ〜コミ+プラス』パーソナリティ）
- TOKYO FM - やまだひさし（『シナプス』『やまだひさしのラジアンリミテッドF』パーソナリティ）
- J-WAVE - ジョン・カビラ（『〜JK RADIO〜TOKYO UNITED』ナビゲーター）

### キャンペーンソング（2011年）
- スターライトパレード／SEKAI NO OWARI

### 主なイベント
- アンダー19が選ぶ! 民放5社ラジオ選手権 AWAY - 民放5社のパーソナリティとラジオ局をシャッフルして番組を制作。それを19歳以下リスナーに投票してナンバーワンを選んでもらう。1位に選ばれたのは「やまだひさし×ニッポン放送」の番組。
- アンダー19が選ぶ! 民放5社ラジオ選手権 HOME - 民放5社のパーソナリティがホームに戻りこのイベントだけの番組を制作。同じく19歳以下リスナーに投票してナンバーワンを選んでもらう。1位に選ばれたのは「やまだひさし×TOKYO FM」の番組。
- ラジオもガチです。 - AKB48から「ラジオ愛にあふれるメンバー」（渡辺麻友、指原莉乃、宮澤佐江、横山由依、大家志津香、小森美果、島田晴香、仲俣汐里、藤江れいな。いずれも当時）が出演し、「ラジオ王」を決めるイベント。
- U19とパーソナリティが語る、ラジオ・エキシビジョン2011 - 鈴木おさむと山里亮太を司会に迎え、ラジオの楽しさや面白さ、そして未来を語り合った。

その他各局の番組がマルイシティ渋谷（現：渋谷モディ）・渋谷パルコ・NHK放送センター特設ステージに別れて公開録音を実施し放送。
また、「はじめまして、ラジオです。」として30 - 60分の番組を制作しオンエアした局もある。

## 第2回『ラジオにタッチ!』
2012年8月24日から12月24日まで、関西地方を対象に、NHK大阪放送局と在阪の民間ラジオ5局（ABCラジオ・MBSラジオ・ラジオ大阪・FM OSAKA・FM802）が共同で展開するキャンペーン。期間中には、参加局のパーソナリティ代表が勢揃いするイベントを関西各地で実施したほか、小栗旬・蒼井優の出演による6話シリーズのラジオドラマ『6 COLORS』を6局共同で制作・放送した。
在阪ラジオ局の共同キャンペーンとしては、阪神・淡路大震災の発生（1995年）以降、AMラジオ災害問題協議会の参加局（NHK大阪・ABC・MBS・ラジオ大阪・KBS京都・ラジオ関西・和歌山放送）が毎年9月1日（防災の日）前後に7局統一の防災キャンペーンを展開中。radikoの本運用開始・近畿地方での配信エリア拡大（2010年12月1日）には、大阪エリアのradiko参加局（ABC・MBS・ラジオ大阪・FM OSAKA・FM802・FM COCOLO）が共同で告知CMを制作していた。しかし、関西地方において、NHK・AM・FMラジオ局が共同で展開するキャンペーンは『ラジオにタッチ!』 が初めてである。

### 参加局とキャンペーンパーソナリティ
アナウンサーの肩書はキャンペーン開始時点で表記。『』内はキャンペーン期間中の主な担当番組。
- NHK大阪放送局 - 住田功一（NHK大阪アナウンサー、『関西ラジオワイド』パーソナリティ、『関西発ラジオ深夜便』アンカー）
- MBSラジオ - 河田直也（毎日放送アナウンサー、『河田直也&桜井一枝のうきうき土曜リクエスト』パーソナリティ）
- ABCラジオ - 三代澤康司（朝日放送アナウンサー、『ドッキリ!ハッキリ!三代澤康司です』パーソナリティ）
- ラジオ大阪 - 原田年晴（ラジオ大阪アナウンサー、『ほんまもん!原田年晴です』パーソナリティ）
- FM OSAKA - RIO（『LOVE FLAP』『BIG SPECIAL Thursday big west』パーソナリティ）
- FM802 - ヒロ寺平（『HIRO T'S MORNING JAM』DJ）

以上のパーソナリティは、参加全局が共同で実施するキャンペーンイベントや、参加局が単独で開催する公開イベントに揃って出演。ただし、イベントによっては、それ以外の人物が各局の代表として登場した。
- 2012年11月17日に万博公園で開かれた「ABCラジオまつり」（ABCラジオ主催）の第1部には、NHKから住田、ラジオ大阪から原田、FM802から寺平、MBSから亀井希生（同局アナウンサー）、FM OSAKAから小早川秀樹（『Fridate』DJ）が登場した。
- 2012年11月23日にラジオ大阪の主催で万博公園で開かれた「OBCラジオまつり 10万人のふれあい広場」（ラジオ大阪主催）の第1部には、OBCから原田、NHKから住田、ABCから武田和歌子（同局アナウンサー）、MBSから古川圭子（同局アナウンサー、亀井の妻）、FM OSAKAから若宮テイ子（『若宮テイ子のWELCOME!』DJ）、FM802から落合健太郎（『ROCK KIDS 802』木曜日担当DJ）が出演した。

### キャンペーンソング（2012年）
- ココロの羽（コブクロ）
  - コブクロは、メジャーデビューまで関西地方を拠点に活動（ボーカルの黒田俊介は大阪府出身）。「ココロの羽」はその時期に路上ライブでよく披露していた楽曲で、『6 COLORS』の主題歌にも使われていた。
  - キャンペーンソングとしての放送解禁日であった2012年8月24日（金曜日）には、「ココロの羽」とコブクロのメッセージを、16:40 - 16:50にNHK大阪以外のキャンペーン参加5局で同時に放送（NHK・FM・AMの共通企画としては在阪ラジオ局史上初の試み）。当初AM（ラジオ第1）で同時放送に加わる予定だったNHK大阪では、国会中継を急遽延長した影響で、当日の18時台後半に放送した。
  - 2012年9月9日には、当キャンペーンと連動したフリーライブ「FAN'S MADE LIVE」を万博公園で開催。メンバーの健康問題などで2011年8月から活動を休止していたコブクロにとっては、2012年4月の活動再開以来、初めてのライブになった。

### 「ラジオにタッチ!」フェスティバル

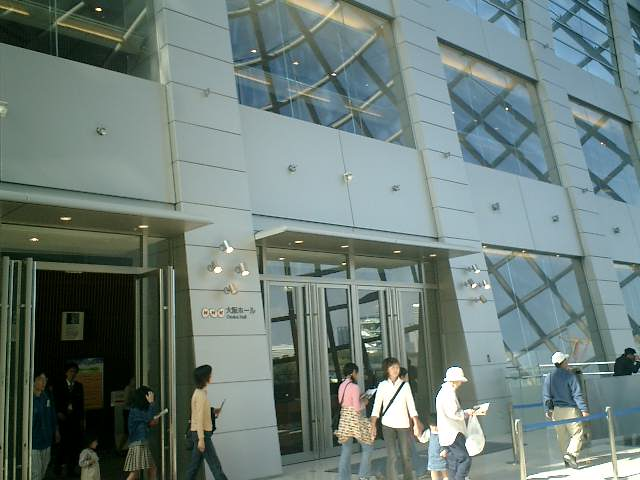
『「ラジオにタッチ!」フェスティバル』会場のNHK大阪ホール

当キャンペーンを締めくくる参加各局のリスナー招待イベントとして、2012年12月14日（金曜日）の夜にNHK大阪ホールで開催。参加各局から以下のパーソナリティ・DJ・アナウンサーが登場したほか、コブクロがゲストで出演。各局のパーソナリティによるクロストークセッション「ラジオノルツボ」では、増田英彦（ますだおかだ）がMCを務めた。
キャンペーン期間中に増田が木曜日のパーソナリティを務める『with…夜はラジオと決めてます』（MBSラジオ、以下『夜ラジ』と略記）では、フェスティバルの開催が金曜日の生放送と重なったことから、当日にNHK大阪ホール楽屋からの生中継を挿入。また、フェスティバルの開催後には、参加各局で「ラジオノルツボ」のダイジェストやコブクロによる「ココロの羽」のライブ音源を放送していた（後述）。

#### 参加各局からの出演者
◎はキャンペーン時点で参加局に所属していたアナウンサー、『』内はキャンペーン期間中の主な担当番組、★は「ラジオノルツボ」にも登場。
- NHK大阪：住田功一◎（NHKラジオ第1放送『関西ラジオワイド』『関西発ラジオ深夜便』）、佐藤誠★（NHKラジオ第1放送『かんさい土曜ほっとタイム』）、藤村周子★（NHK-FM『FMサウンドポケット なみはな』）
- MBSラジオ：近藤光史★（『こんちわコンちゃんお昼ですょ!』）、子守康範★（『子守康範 朝からてんコモリ!』）、上泉雄一◎（『上泉雄一のええなぁ!』）※増田を含めて前述『夜ラジ』での楽屋生中継にも登場
- ABCラジオ：三代澤康司◎★（『ドッキリ!ハッキリ!三代澤康司です』）、慶元まさ美★（『慶元まさ美のおはようパートナー』）、古川昌希◎（『古川昌希のとっておき情報』）
- ラジオ大阪：原田年晴◎★（『ほんまもん!原田年晴です』）、笑福亭銀瓶★・和田麻実子◎（『笑福亭銀瓶の銀ぎんワイド』）
- FM OSAKA：若宮テイ子★（『若宮テイ子のWELCOME!』）、遠藤淳（『あつまれ!MUSIC COASTER』）、森裕子★（『Mashup!!』『Realize!』）
- FM802：ヒロ寺平（『HIRO T'S MORNING JAM』）、中島ヒロト★（『THE NAKAJIMA HIROTO SHOW 802 RADIO MASTERS』）、鬼頭由芽★（『ROCK KIDS 802』）

#### ダイジェスト番組の放送
放送時間の早い順に記載
- FM802：2012年12月19日（水曜日、『THE NAKAJIMA HIROTO SHOW 802 RADIO MASTERS』の18時台で放送）
- FM OSAKA：2012年12月19日・12月26日（いずれも水曜日、2週連続の特別番組『「ラジオにタッチ!」フェスティバル』として20:30 - 20:55に放送）
- NHK大阪：2012年12月20日（木曜日、NHK-FM『FMサウンドポケットなみはな』内で放送）
- MBSラジオ：2012年12月20日（木曜日、増田がパーソナリティを務める『夜ラジ』の21時台前半で放送）
- ABCラジオ：2012年12月24日（月曜日、『「ラジオにタッチ!」フェスティバル』として20:00 - 20:30に放送）
- ラジオ大阪：2012年12月31日（月曜日、『「ラジオにタッチ!」フェスティバル』として20:30 - 21:00に放送）

### ラジオドラマ『6 COLORS』
2012年11月第1週から12月第2週まで、週に1回キャンペーン参加全局で放送されたラジオドラマ。1話30分・1話完結・6話シリーズのドラマで、タイトルはキャンペーンの参加局数（6局）と、シリーズの統一テーマが「色（COLOR）」であることにちなんでいた。
ただし、放送日・放送時間は参加局によって異なっていた（後述）。またNHK大阪では、AM（ラジオ第1・第2）ではなくNHK-FMで放送。NHKネットラジオ らじる★らじるでも、FMでの本放送と同時にインターネットで配信していた。
主演は小栗旬と蒼井優。2人がラジオドラマで共演したのは、当作品が初めてであった。また、テレビドラマを含められたら、2001年に日本テレビで放送された単発ドラマ『青と白で水色』以来の共演であった。

#### 放送日・放送時間
放送日・放送時間の早い順に記載。放送局によっては、本編の前後にナビゲーターが出演したり、編成上の事情で放送枠を変更した。また、参加各局の生ワイド番組で次回作品の予告を放送する場合には、基本として当該回の音源の一部を流していた。
- FM802：土曜日 21:30 - 22:00（2012年11月3日 - 12月8日、ナビゲーター：吉村昌広）
- NHK-FM：日曜日 22:30 - 23:00（2012年11月4日 - 12月9日）
- ABCラジオ：月曜日 20:00 - 20:30（2012年11月5日 - 12月10日、ナビゲーター：三代澤康司）
- ラジオ大阪：月曜日 20:30 - 21:00（2012年11月5日 - 12月10日、ナビゲーター：原田年晴）
- MBSラジオ：火曜日 24:30 - 25:00（2012年11月6日 - 12月11日、ナビゲーター：柏木宏之・毎日放送アナウンサー）
- FM OSAKA：水曜日 20:30 - 21:00（2012年11月7日 - 12月12日）

「ラジオにタッチ!」の公式サイトでは、上記の局で直近に放送した1話分の音源を、FM OSAKAでの放送終了翌日（木曜日12:00）から1週間無料で配信。最終話になる第6話の放送終了翌日（12月13日）から同月31日までは、全話の音源を配信していた。また、2013年1月2日（水曜日）の15:15 - 17:50には、MBSラジオで全6話の一斉再放送を実施した。

#### 放送内容
関西地方などの演劇シーンで活躍する6組（7名）の劇作家が、「1つの色」をテーマに書き下ろした脚本を提供。いずれの話にも、小栗・蒼井が出演するほか、タイトルに「色」を表現する言葉を入れていた。ただし、ストーリーは1話完結で、ジャンル・展開や役の設定・名称も毎回異なっていた。
- 第1話「橙（だいだい）ハザード」
  - 芳崎洋子（「劇団『糾〜あざない』」代表）の脚本による作品で、2012年11月3日から同月7日にかけて参加各局で放送。
- 第2話「あのトイレが今日も赤」
  - 上田誠・西垣匡基（いずれも劇団「ヨーロッパ企画」所属）の共同脚本による作品で、2012年11月10日から同月14日にかけて参加各局で放送。
- 第3話「グッバイ、ブルー」
  - オカモト國ヒコ（劇団「テノヒラサイズ」主宰者）の脚本による作品で、2012年11月17日から同月21日にかけて参加各局で放送。
- 第4話「イエローボーイ」
  - 後藤ひろひと（劇団「piper」所属）の脚本による作品で、2012年11月24日から同月28日にかけて参加各局で放送。
- 第5話「STILL GREEN」
  - 森崎博之（劇団「TEAM NACS」リーダー）の脚本による作品で、2012年12月1日から同月5日にかけて参加各局で放送。
- 第6話「桃色のドレスシャツ」
  - 土田英生（劇団「MONO」代表）の脚本による作品で、2012年12月8日から同月12日にかけて参加各局で放送。

## 第3回『RADIO CAMPAIGN IN 名古屋 ＼ラジオ きいてみた／』

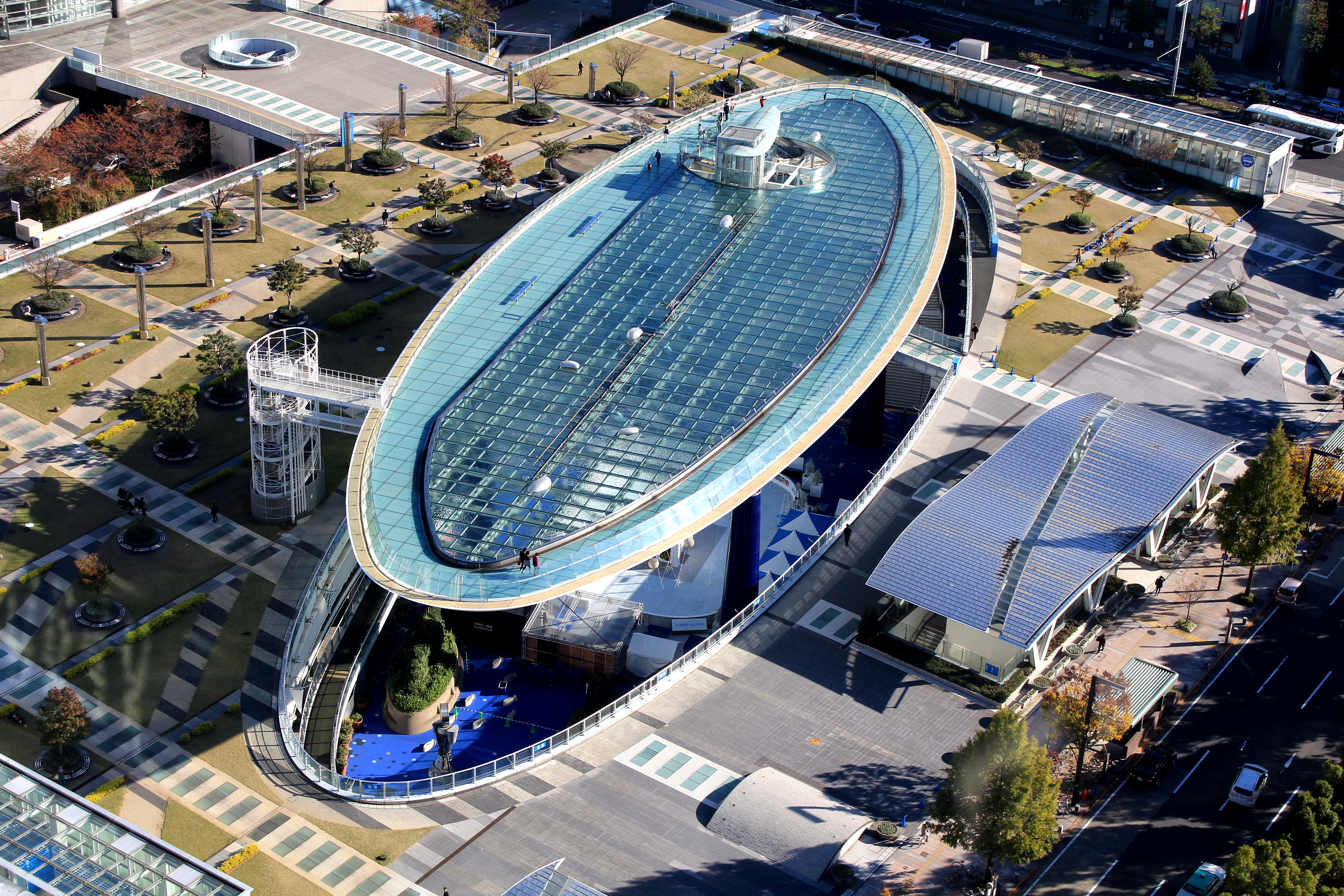
キックオフイベント会場のオアシス21

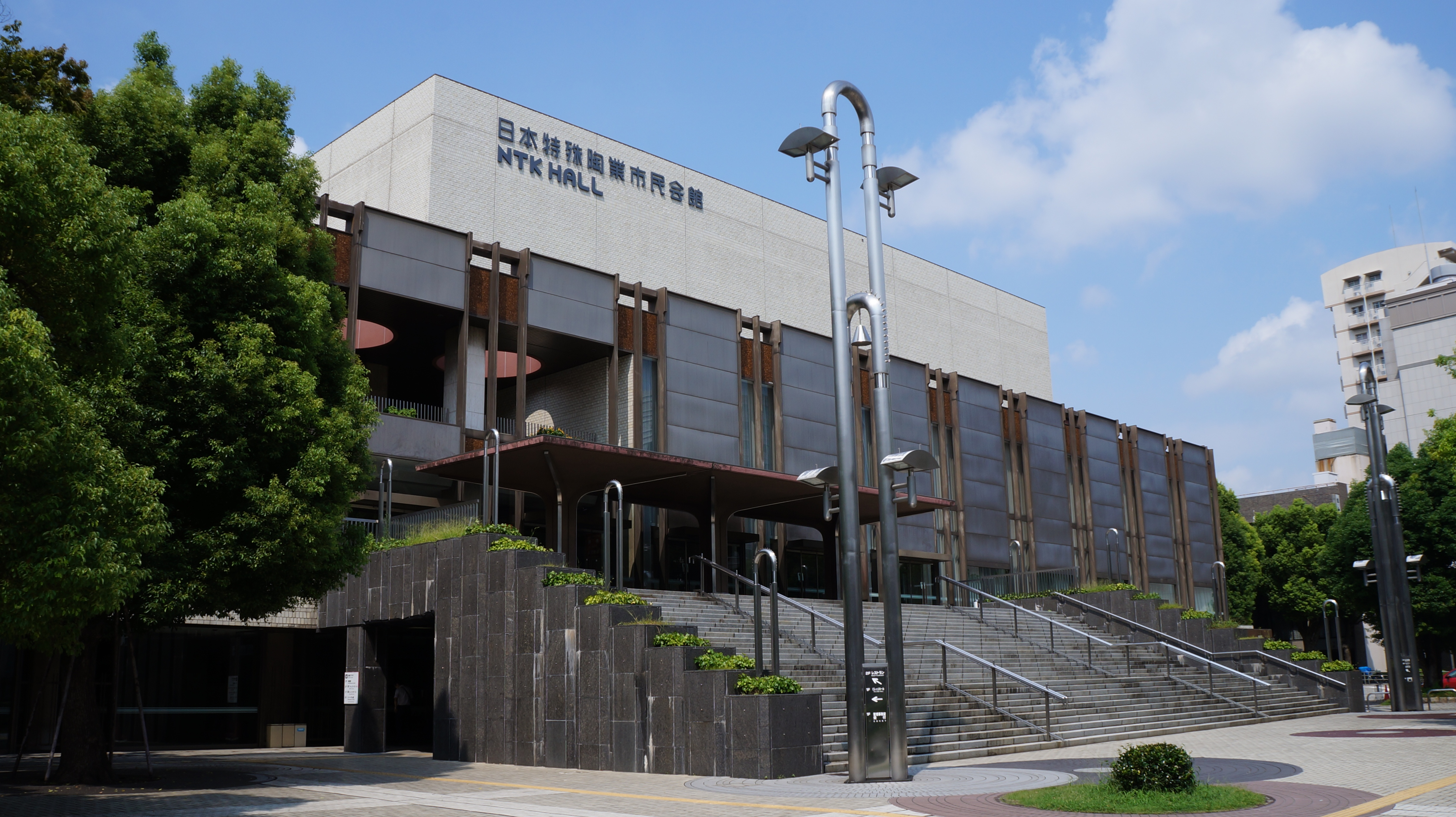
「フィナーレ“未来への種”」会場の名古屋市民会館

こちらは東海地方で行われるイベントで、2013年の秋にNHK名古屋放送局と、在名ラジオ局4局が共同で行う。2013年9月21・22日にオアシス21で開催されたキックオフ・イベントを皮切りに、12月までキャンペーンを展開した。
東海地方のラジオ局共同キャンペーンは「RADIO ON THE GO!〜ラジオといっしょに出かけよう〜」があり、各局パーソナリティの番組相互乗り入れや今回と同様のキャンペーンを展開していた。なお今回はぎふチャンラジオ、岐阜FMとFM三重は参加していない。

### 参加局とキャンペーンパーソナリティ
肩書きはキックオフイベント開催当時のもの。
- NHK名古屋放送局 - 神門光太朗（NHK名古屋アナウンサー、『夕刊 ゴジらじ』パーソナリティ）
- CBCラジオ - 丹野みどり（CBCアナウンサー、『丹野みどりのよりどりっ!』パーソナリティ）
- 東海ラジオ - 源石和輝 （東海ラジオアナウンサー、『源石和輝 モルゲン!!』パーソナリティ）
- FM AICHI - 川本えこ（『EX-STATION』パーソナリティ）
- ZIP-FM - 小林拓一郎（ZIP-FMミュージックナビゲーター『MORNING CHARGE』パーソナリティ）
- ラジ男（らじお） - キャンペーンオリジナルキャラクター。全身がラジオ受信機を現している。昔ながらのラジオリスナーである。
- えぬみん - キャンペーンオリジナルキャラクター。顔がスマートフォンになっており、次世代のラジオ（radiko・NHKネットラジオ らじる★らじる）を現している。体には在名5局のロゴが張り付けられていた。

### 主なイベント
- キックオフ・イベント - 2013年9月21・22日にオアシス21で開催。各局パーソナリティの顔合わせやゲストを招いてのトークショーなどを中心に開催。
- 今こそ! 自分の声で伝えよう - 各放送局のパーソナリティが中学校を訪問。生徒と直接「声」のコミュニケーション（出張授業）をとるとともに校内放送を行う（2013年9月 - 2013年12月）。
- 君の思いをかなえよう! 夢ラジオ - 公式サイトへ応募をした中高生の中から選ばれた生徒がミュージシャンやアイドルなどと特別番組で対話をする企画。5局全てで生放送か録音で当日中に放送される。ZIP-FMスタジオラシックより、CBCラジオ、東海ラジオ、ZIP-FMは同時生放送（FM AICHIは録音で当日19:00より時差放送）。
  1. 2013年9月22日 - 吉村作治（考古学者）、進行：南部志穂（CBCアナウンサー）
  2. 2013年9月29日 - 小桜エツコ（声優）、進行：前野沙織（東海ラジオアナウンサー）
  3. 2013年10月26日 - IKE（SPYAIR）、KENTA（SPYAIR）、進行：白井奈津（ZIP-FM）
  4. 2013年11月3日 - 渡部潤一（天文学者）、進行：石垣真帆（NHKアナウンサー）
  5. 2013年11月17日 - やまだひさし（ラジオパーソナリティ）、進行：みぃ（FM愛知）
- N民×謎解きゲームリアル戦国トリック  radiko・らじる☆らじるをダウンロードして「信長軍に参加せよ!!」  - 2013年11月3日に南大津通歩行者天国で開催。
- フィナーレ“未来への種” - 2013年12月18日より名古屋市民会館（日本特殊陶業市民会館）ビレッジホールで開催。キャンペーンソングを歌うアーティスト出演のライブイベント。

### キャンペーンソング
- 未来への種
  - 東海地方出身のアーティスト4組による共同制作。
  - SEAMO
  - nobodyknows+
  - HOME MADE家族
  - Ms.OOJA

## 第4回『だからラジオ! "ダカラジ"』

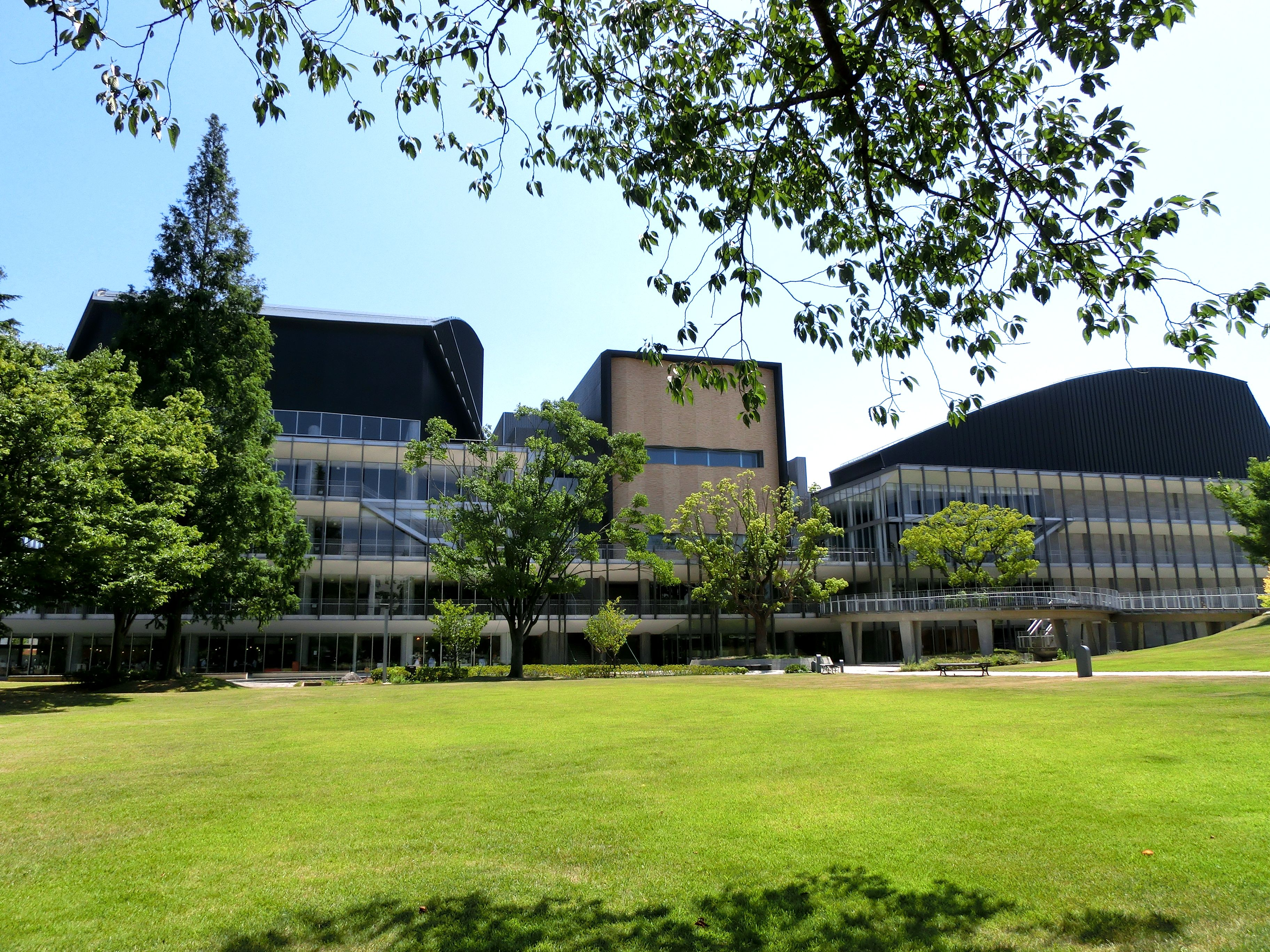
キックオフイベント会場のいわき芸術文化交流館アリオス

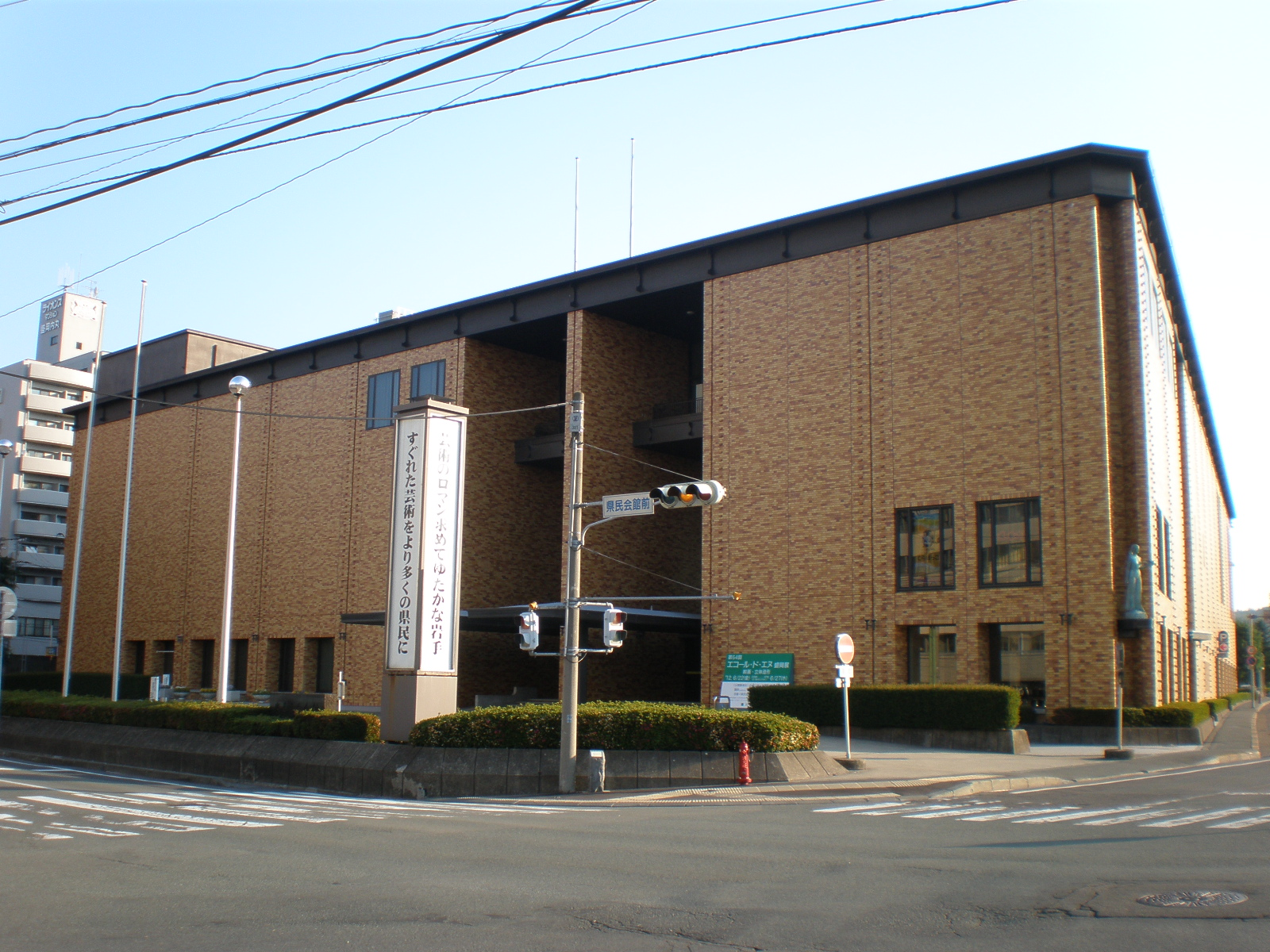
2ndイベントの会場となった岩手県民会館

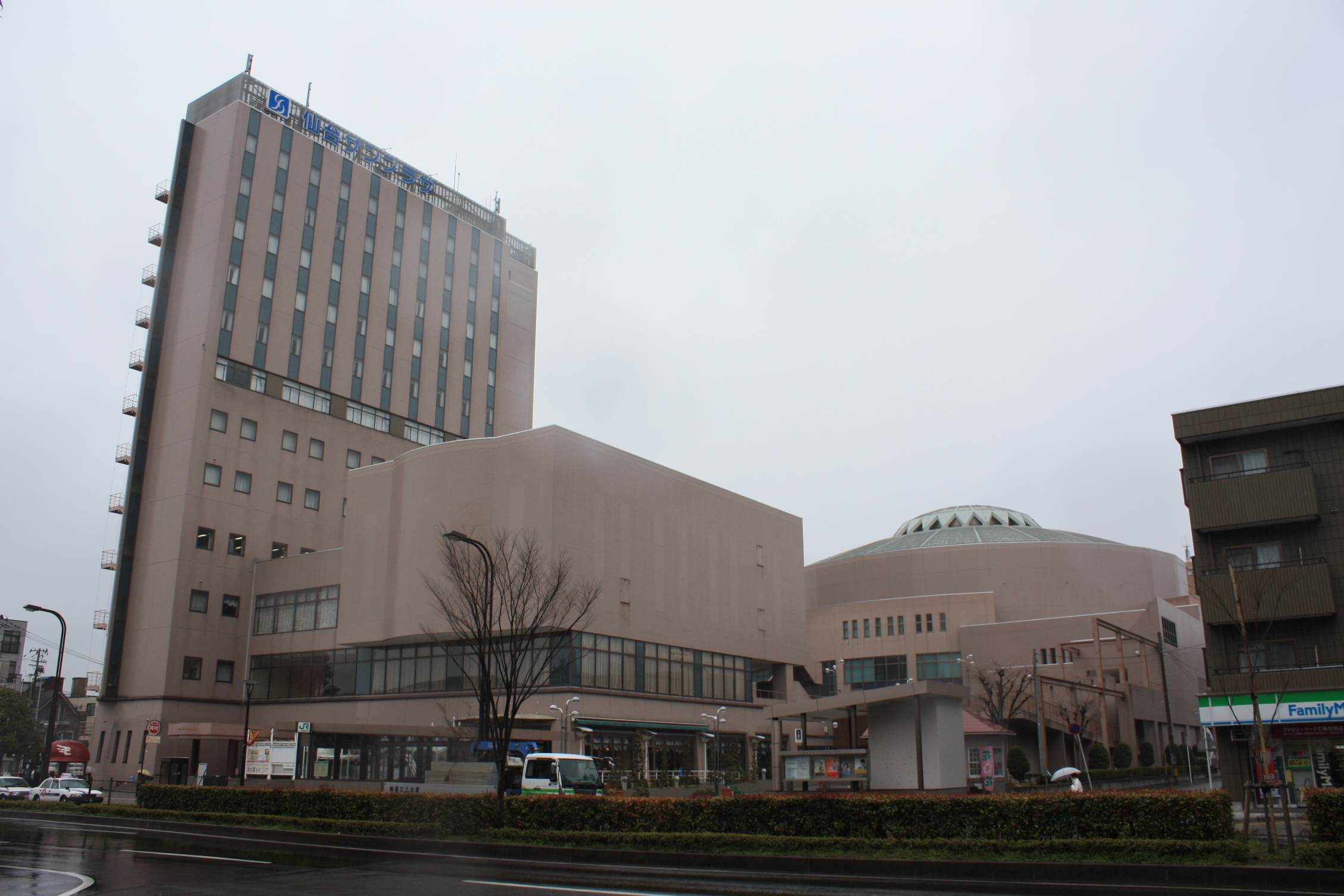
ファイナルイベントが行われた仙台サンプラザ

2014年は、東日本大震災で被災した岩手県、宮城県、福島県のNHK3放送局と、民放ラジオ局6社の9団体が参加した。東北地方では震災発生時にテレビが停電で視聴できなかったため、多くの人々はラジオを聴取し、身近な公共財・ライフラインとして活用し、またパーソナリティーもリスナーに呼びかける形で被災地を励ましてきた。これをきっかけに、改めて身近な公共財・ライフラインであるラジオを再認識してもらい、ラジオを防災の道具に、またラジオの魅力を多くの人々に伝えて、震災からの復興を全国にPRすることを目指した。三大都市圏以外では初の開催だった。

### 参加放送局と「ダカラジ9」（キャンペーンパーソナリティー）
キャンペーンパーソナリティーは全員所属放送局の局アナウンサーである。

#### NHK
- NHK盛岡放送局：魚住優
- NHK仙台放送局：加藤成史
- NHK福島放送局：芳賀健太郎

#### 民放
- IBCラジオ：冨田奈央子
- FM IWATE：阿部沙織
- TBCラジオ：名久井麻利
- Date FM：奥口文結
- ラジオ福島：手塚伸一
- ふくしまFM：三吉梨香

### キャンペーンアーチストとイメージソング
- 「You Are Not Alone」（MONKEY MAJIK メンバー全員が宮城県在住）

### 主なイベント
1. 「キックオフイベント」（2014年9月15日 いわき市 いわき芸術文化交流館アリオス）
2. 「2ndイベント」（2014年10月5日 盛岡市、岩手県民会館）
3. 「ファイナルイベント」（2014年11月3日 仙台市 仙台サンプラザホール）

## 第5回『キタラジ』
2015年は北海道地方を対象にNHK札幌放送局と、在札民放ラジオ局4局が共同で行う。2015年7月31日にサッポロファクトリーアトリウムで開催されたキックオフイベントを皮切りに、2016年3月いっぱいまでキャンペーンを展開した。

## 第6回『#フクラジ』
2016年は福岡県を対象にNHK福岡放送局と、福岡県に本社を置く民放ラジオ局6局が共同で行う。2016年8月29日にソラリアプラザのイベントスペース ゼファで開催されたキックオフイベントを皮切りに、2017年3月いっぱいまでキャンペーンを展開した。

## 第7回『スマートフォンでラジオを聴こう!キャンペーン「#スマラー」』
2017年はNHK及び在京民放5社による運営で、ラジオを知らない10代の若者に対し、ラジオの魅力を知ってもらい、スマートフォンでラジオを聞く人を「スマラー」と定義し、ラジオを聞いたことがない人にラジオを聞いてもらうキャンペーンを10月2日から翌2018年3月30日まで全国で実施した。
この一環として、民放各局および放送大学が聴取可能なラジオ配信サービス「radiko.jp」において、NHKラジオ第1・第2・FMの各放送を関東1都6県及び福岡県・宮城県・広島県・愛媛県において実験的に配信した（タイムフリー機能及びプレミアム会員向けのエリアフリー機能は対象外）。キャンペーン公式サイトでは「radiko.jp」「NHKネットラジオ らじる★らじる」「LISMO WAVE」「ドコデモFM」といったラジオ配信サービスを紹介していた。
また、11月23日から26日には『全国こども電話相談室』の復活版として、NHKと民放ラジオ101局共同製作による著名ラジオパーソナリティが若者の悩み相談に電話で回答する特別番組『ラジオスターがお悩みに回答!10代限定相談室』を放送した。出演は渡辺直美、高橋みなみ、山里亮太、神門光太朗（NHKアナウンサー、番組MC）。

## 第8回『#このラジオがヤバい』
『#このラジオがヤバい』（ハッシュタグ・このらじおがやばい）はNHK及び在京民放5社の運営で、2019年2月18日から9月30日までの期間内でまだラジオに触れたことのない10代の若者に向けて、パーソナリティ・番組スタッフ・リスナーがラジオの良さをSNSなどを通じて発信し、それを読んだ人に気軽にラジオに触れてもらおうというキャンペーン。
Twitter上で「#このラジオがヤバい」のハッシュタグをつけて、好きなラジオ番組の感想やおすすめコメントなどをリスナーにツイートしてもらい、ハッシュタグを追うことで様々なコメントを見ることができるほか、キャンペーン公式サイトでも表示される。また公式サイトでは小野賢章、川上洋平（［ALEXANDROS］）、工藤大輝（Da-iCE）、菅田将暉、千葉雄大、徳井青空、長濱ねる（欅坂46）、ヤバイTシャツ屋さん、山里亮太（南海キャンディーズ）が「自身のラジオ原体験」「ラジオ番組の楽しみ方」「パーソナリティとしての心構え」などを語ったインタビュー記事、各局のパーソナリティやスタッフが自局他局を問わずお勧め番組を挙げる「ラジオな人に聞いた! #このラジオがヤバい」、専用メールフォームからのラジオに対する想いの投稿を受け付けるなどしている。キャンペーン期間中にはTwitterでの企画ハッシュタグに約40万件の投稿が寄せられ、ラジオとSNSの親和性が再認識される結果となっている。

### 特別番組「今日は一日"民放ラジオ番組"三昧〜#このラジオがヤバい〜」
5月6日19:00-翌7日1:00には、NHKと民放ラジオ101局との共同製作により、リスナーからのツイートを元に、NHKと民放が相互乗り入れする特番『今日は一日“民放ラジオ番組”三昧〜#このラジオがヤバい〜』を放送。NHK-FMの特別番組枠『今日は一日○○三昧』の番組フォーマットを利用しつつ、6時間を1時間ずつ区切って、お笑い、声優、アーティスト、10代向けワイド、ご当地、音楽番組の各ジャンルを扱って送る。民放局では全部または一部時間帯で同時生放送または後日ダイジェスト版を放送し、最大69局で同時生放送が行われた（詳細はネット局を参照）。総合司会はニッポン放送『三四郎のオールナイトニッポン』パーソナリティの三四郎とNHKラジオ第1『サンドウィッチマンの天使のつくり笑い』司会の千葉美乃梨（NHKアナウンサー）が担当。
- 19時台「#このお笑いラジオがヤバい」：三四郎、アルコ&ピース、霜降り明星の3組がお笑いラジオについて語る。
- 20時台「#この声優ラジオがヤバい」：徳井青空、三森すずこ、諏訪部順一[8]をゲストに迎え、同時間帯に放送しているNHKラジオ第1『あにげっちゅ〜徳井青空の今日からオタ活』とのコラボ企画。この時間帯はNHKラジオ第1との同時放送も行った[6][9]。
- 21時台「#このアーティストラジオがヤバい」：ヤバイTシャツ屋さんとCreepy Nutsをゲストに迎え、音楽企画に挑戦する。
- 22時台「#この10代向けワイドがヤバい」：通常同時間帯に放送しているTOKYO FM『SCHOOL OF LOCK!』パーソナリティのとーやま校長とあしざわ教頭、文化放送『レコメン!』パーソナリティのオテンキのりと月曜パーソナリティの菅井友香（欅坂46）の4人の進行により、両番組の代表リスナーによる番組プレゼンテーション勝負を実施する。終盤ではNHK-FM『はんにゃ・金田と欅坂46と日向坂46のゆうがたパラダイス』パーソナリティの金田哲（はんにゃ）と、この日担当の尾関梨香（欅坂46）も飛び入り参加[6]。その結果、「SCHOOL OF LOCK!」と「レコメン!」がNHKのスタジオに乗り入れてのサイマル放送の形になった。
- 23時台「#このご当地ラジオがヤバい」：サンドウィッチマンを司会に、AIR-G'『IMAREAL』の森本優、CBCラジオ『ナガオカ×スクランブル』の永岡歩（CBCアナウンサー）、MBCラジオ『岩﨑弘志のてゲてゲハイスクール』の岩﨑弘志（MBCアナウンサー）と共にご当地ラジオについて語る。
- 0時台「#この音楽番組がヤバい」：クリス・ペプラーが菅田将暉をゲストに音楽番組について語る。グランドフィナーレでは三四郎が6時間の生放送を振り返る漫才を披露した。

今日は一日"民放ラジオ番組"三昧〜#このラジオがヤバい〜ネット局
太字は火曜会加盟局である。
| 放送地域                                                               | 放送局                  | 系列       | 放送時間 | 放送時間 | 放送時間 | 放送時間 | 放送時間 | 放送時間 |
| 放送地域                                                               | 放送局                  | 系列       | 19       | 20       | 21       | 22       | 23       | 0        |
| ---------------------------------------------------------------------- | ----------------------- | ---------- | -------- | -------- | -------- | -------- | -------- | -------- |
| 日本全域                                                               | NHK-FM                  | 公共放送   | ※        | ●        | ●        | ●        | ●        | ●        |
| 北海道                                                                 | HBCラジオ               | JRN・NRN系 | -        | -        | -        | ●        | ●        | ●        |
| 北海道                                                                 | STVラジオ               | NRN系      | -        | -        | -        | ●        | ●        | ●        |
| 北海道                                                                 | AIR-G'                  | JFN系      | -        | -        | -        | ●        | ●        | -        |
| 北海道                                                                 | FM NORTH WAVE           | JFL系      | -        | -        | -        | -        | -        | ●        |
| 青森県                                                                 | RABラジオ               | JRN・NRN系 | -        | -        | -        | ●        | ●        | ●        |
| 青森県                                                                 | AFB                     | JFN系      | ●        | -        | -        | ●        | ●        | -        |
| 岩手県                                                                 | IBCラジオ               | JRN・NRN系 | ●        | ●        | ●        | ●        | ●        | ●        |
| 岩手県                                                                 | FM IWATE                | JFN系      | -        | ●        | ●        | ●        | ●        | -        |
| 宮城県                                                                 | TBCラジオ               | JRN・NRN系 | ●        | ●        | ●        | -        | -        | ●        |
| 宮城県                                                                 | Date FM                 | JFN系      | -        | -        | -        | ●        | ●        | -        |
| 秋田県                                                                 | ABSラジオ               | JRN・NRN系 | -        | -        | -        | ●        | ●        | ●        |
| 秋田県                                                                 | AFM                     | JFN系      | ●        | ●        | ●        | ●        | ●        | -        |
| 山形県                                                                 | YBCラジオ               | JRN・NRN系 | ●        | ●        | -        | -        | -        | ●        |
| 山形県                                                                 | Rhythm station          | JFN系      | -        | -        | -        | ●        | ●        | -        |
| 福島県                                                                 | ラジオ福島              | JRN・NRN系 | ●        | ●        | ●        | ●        | ●        | ●        |
| 福島県                                                                 | ふくしまFM              | JFN系      | ●        | ●        | ●        | ●        | ●        | -        |
| 関東広域圏                                                             | TBSラジオ               | JRN系      | ●        | ●        | -        | -        | -        | -        |
| 関東広域圏                                                             | 文化放送                | NRN系      | -        | -        | -        | ●        | ●        | ●        |
| 関東広域圏                                                             | ニッポン放送            | NRN系      | ●        | ●        | ●        | ●        | ●        | ●        |
| 群馬県                                                                 | FMぐんま                | JFN系      | ●        | ●        | ●        | ●        | ●        | -        |
| 栃木県                                                                 | 栃木放送                | NRN系      | -        | -        | -        | -        | -        | ●        |
| 栃木県                                                                 | Radio Berry             | JFN系      | ●        | ●        | ●        | ●        | ●        | -        |
| 茨城県                                                                 | 茨城放送                | NRN系      | -        | -        | -        | -        | -        | ●        |
| 埼玉県                                                                 | FM NACK5                | 独立局     | -        | -        | -        | -        | -        | ●        |
| 千葉県                                                                 | bayfm                   | 独立局     | -        | -        | -        | ●        | -        | -        |
| 東京都                                                                 | TOKYO FM                | JFN系      | -        | -        | -        | ●        | ●        | -        |
| 東京都                                                                 | J-WAVE                  | JFL系      | -        | -        | -        | -        | -        | ●        |
| 神奈川県                                                               | FMヨコハマ              | 独立局     | -        | -        | ●        | -        | -        | -        |
| 山梨県                                                                 | YBSラジオ               | JRN・NRN系 | ●        | ●        | ●        | ●        | ●        | ●        |
| 山梨県                                                                 | FM-FUJI                 | 独立局     | -        | -        | -        | ●        | -        | -        |
| 新潟県                                                                 | BSNラジオ               | JRN・NRN系 | -        | -        | ●        | ●        | ●        | ●        |
| 新潟県                                                                 | FM NIIGATA              | JFN系      | -        | -        | ●        | ●        | ●        | -        |
| 新潟県                                                                 | FM PORT                 | 独立局     | -        | -        | -        | -        | ●        | -        |
| 長野県                                                                 | SBCラジオ               | JRN・NRN系 | ●        | -        | -        | ●        | ●        | ●        |
| 長野県                                                                 | FM長野                  | JFN系      | -        | -        | ●        | ●        | ●        | -        |
| 静岡県                                                                 | SBSラジオ               | JRN・NRN系 | -        | -        | ●        | ●        | ●        | ●        |
| 静岡県                                                                 | K-mix                   | JFN系      | -        | -        | ●        | ●        | ●        | -        |
| 富山県                                                                 | KNBラジオ               | JRN・NRN系 | ●        | ●        | -        | -        | -        | ●        |
| 富山県                                                                 | FMとやま                | JFN系      | -        | -        | -        | ●        | ●        | -        |
| 石川県                                                                 | MROラジオ               | JRN・NRN系 | ●        | -        | -        | ●        | ●        | ●        |
| 石川県                                                                 | HELLO FIVE              | JFN系      | -        | -        | -        | ●        | ●        | -        |
| 福井県                                                                 | FBCラジオ               | JRN・NRN系 | ●        | ●        | ●        | ●        | ●        | ●        |
| 福井県                                                                 | FM福井                  | JFN系      | -        | -        | -        | ●        | ●        | -        |
| 中京広域圏                                                             | 東海ラジオ              | NRN系      | -        | -        | -        | -        | -        | ●        |
| 愛知県                                                                 | @FM                     | JFN系      | -        | -        | -        | ●        | ●        | -        |
| 愛知県                                                                 | ZIP-FM                  | JFL系      | -        | -        | -        | -        | -        | ●        |
| 岐阜県                                                                 | GBSラジオ               | 独立局     | -        | -        | -        | -        | -        | ●        |
| 岐阜県                                                                 | FM GIFU                 | JFN系      | -        | -        | -        | ●        | ●        | -        |
| 三重県                                                                 | レディオキューブ FM三重 | JFN系      | -        | -        | ●        | ●        | ●        | ●        |
| 近畿広域圏                                                             | ABCラジオ               | JRN・NRN系 | -        | -        | -        | -        | -        | ●        |
| 近畿広域圏                                                             | ラジオ大阪              | NRN系      | -        | -        | ●        | -        | -        | -        |
| 近畿広域圏                                                             | FM COCOLO               | MGN系      | -        | -        | -        | -        | -        | ●        |
| 滋賀県                                                                 | e-radio                 | JFN系      | -        | -        | -        | ●        | ●        | -        |
| 京都府・滋賀県                                                         | KBSラジオ               | NRN系      | -        | -        | -        | ●        | ●        | ●        |
| 大阪府                                                                 | FM OH!                  | JFN系      | -        | -        | -        | ●        | ●        | -        |
| 大阪府                                                                 | FM802                   | JFL系      | -        | -        | -        | -        | -        | ●        |
| 兵庫県                                                                 | ラジオ関西              | 独立局     | -        | -        | -        | ●        | ●        | ●        |
| 兵庫県                                                                 | Kiss FM KOBE            | JFN系      | -        | -        | -        | ●        | ●        | -        |
| 和歌山県                                                               | wbsラジオ               | JRN・NRN系 | -        | -        | -        | ●        | ●        | ●        |
| 鳥取県・島根県                                                         | BSSラジオ               | JRN・NRN系 | ●        | ●        | -        | -        | -        | ●        |
| 鳥取県・島根県                                                         | V-air                   | JFN系      | -        | -        | -        | ●        | ●        | -        |
| 岡山県                                                                 | RSKラジオ               | JRN・NRN系 | -        | -        | -        | -        | -        | ●        |
| 岡山県                                                                 | FM岡山                  | JFN系      | -        | ●        | ●        | ●        | ●        | -        |
| 広島県                                                                 | RCCラジオ               | JRN・NRN系 | -        | -        | -        | ●        | ●        | ●        |
| 広島県                                                                 | HFM                     | JFN系      | -        | -        | -        | ●        | ●        | -        |
| 山口県                                                                 | KRYラジオ               | JRN・NRN系 | ●        | ●        | ●        | ●        | ●        | ●        |
| 山口県                                                                 | FMY                     | JFN系      | -        | -        | -        | ●        | ●        | ●        |
| 徳島県                                                                 | JRTラジオ               | JRN・NRN系 | -        | -        | ●        | ●        | ●        | ●        |
| 徳島県                                                                 | FM徳島                  | JFN系      | -        | ●        | ●        | ●        | ●        | -        |
| 香川県                                                                 | RNCラジオ               | JRN・NRN系 | -        | -        | ●        | ●        | ●        | ●        |
| 香川県                                                                 | FM香川                  | JFN系      | -        | ●        | ●        | ●        | ●        | -        |
| 愛媛県                                                                 | RNBラジオ               | JRN・NRN系 | -        | -        | ●        | ●        | ●        | ●        |
| 愛媛県                                                                 | JOEU-FM                 | JFN系      | -        | ●        | ●        | ●        | ●        | -        |
| 高知県                                                                 | RKCラジオ               | JRN・NRN系 | -        | -        | ●        | ●        | ●        | ●        |
| 高知県                                                                 | Hi-six                  | JFN系      | ●        | ●        | ●        | ●        | ●        | -        |
| 福岡県                                                                 | RKBラジオ               | JRN系      | ●        | ●        | ●        | ●        | ●        | ●        |
| 福岡県                                                                 | KBCラジオ               | NRN系      | -        | -        | ●        | -        | -        | -        |
| 福岡県                                                                 | FM FUKUOKA              | JFN系      | -        | -        | -        | ●        | ●        | -        |
| 福岡県                                                                 | CROSS FM                | JFL系      | -        | -        | -        | -        | -        | ●        |
| 佐賀県                                                                 | FMS                     | JFN系      | -        | -        | -        | ●        | ●        | -        |
| 長崎県・佐賀県                                                         | NBCラジオ               | JRN・NRN系 | -        | -        | -        | -        | -        | ●        |
| 長崎県                                                                 | FM Nagasaki             | JFN系      | -        | -        | ●        | ●        | ●        | -        |
| 熊本県                                                                 | RKKラジオ               | JRN・NRN系 | -        | -        | -        | -        | -        | ●        |
| 熊本県                                                                 | FMK                     | JFN系      | ●        | ●        | ●        | ●        | ●        | -        |
| 大分県                                                                 | OBSラジオ               | JRN・NRN系 | ●        | ●        | ●        | ●        | ●        | ●        |
| 大分県                                                                 | Air-Radio FM88          | JFN系      | -        | -        | -        | ●        | ●        | -        |
| 宮崎県                                                                 | MRTラジオ               | JRN・NRN系 | ●        | ●        | -        | -        | -        | ●        |
| 宮崎県                                                                 | JOY FM                  | JFN系      | -        | -        | -        | ●        | ●        | -        |
| 鹿児島県                                                               | MBCラジオ               | JRN・NRN系 | -        | -        | -        | ●        | ●        | ●        |
| 鹿児島県                                                               | μFM                     | JFN系      | -        | -        | -        | ●        | ●        | -        |
| 沖縄県                                                                 | RBCiラジオ              | JRN系      | -        | -        | ●        | ●        | ●        | -        |
| 沖縄県                                                                 | ラジオ沖縄              | NRN系      | -        | -        | -        | ●        | ●        | ●        |
| 沖縄県                                                                 | FM沖縄                  | JFN系      | -        | -        | ●        | ●        | ●        | -        |
| ●…該当時間帯でネット。 -…該当時間帯は別番組を放送。※…19:20からネット。 |                         |            |          |          |          |          |          |          |

| 放送地域     | 放送局           | 系列       | 放送日  | 放送時間             |
| ------------ | ---------------- | ---------- | ------- | -------------------- |
| 日本全域     | ラジオNIKKEI     | 短波放送   | 5月26日 | 日曜 23:00-月曜 0:00 |
| [ 注 4 ]     | InterFM          | MGN系      | 5月25日 | 土曜 23:00-日曜 0:00 |
| 神奈川県     | ラジオ日本       | 独立局     | 5月20日 | 月曜 19:00-20:00     |
| 中京広域圏   | CBCラジオ        | JRN系      | 5月18日 | 土曜 22:00-23:00     |
| 中京広域圏   | RADIO NEO        | MGN系      | 5月24日 | 金曜 20:00-21:00     |
| 近畿広域圏   | MBSラジオ        | JRN・NRN系 | 5月18日 | 土曜 20:00-21:00     |
| 京都府       | α-STATION FM京都 | 独立局     | 5月27日 | 月曜 22:00-23:00     |
| 福岡県佐賀県 | LOVE FM          | MGN系      | 5月28日 | 火曜 23:00-水曜 0:00 |

## 第9回『＃いま聴いてほしいラジオ』
『#いま聴いてほしいラジオ』（ハッシュタグ・いまきいてほしいらじお）はNHKと民放連による特別企画で、新型コロナウイルスに伴う全国一斉休校による影響で長期間家で過ごしている中学生と高校生に日中の時間帯にラジオを聴いてもらうようアピールするキャンペーンである。2020年3月19日から4月30日に実施する。各放送局や番組の公式アカウントに出演者が学生に対して、自宅学習に役立つ番組からバラエティ番組など、いま聴いて欲しいラジオ番組の情報をタイムフリー配信リンクと共につぶやくと同時にリスナーにもつぶやいて貰う。特設サイトは前回の『#このラジオがヤバい』を流用している。